# 鱼鳞乡
鱼鳞乡，是中华人民共和国重庆市巫溪县下辖的一个乡镇级行政单位。

## 行政区划
鱼鳞乡下辖以下地区：
五宋村、鱼东村、长丈村和长岗村。